# Aga Khan Case
Der Aga Khan Case oder Khoja Case war ein großer Prozess am Bombay High Court im kolonialen Indien unter britischer Herrschaft, der gegen Hasan Ali Shah (Aga Khan I.) geführt wurde und von dem britischen Richter Joseph Arnould gehört wurde. Das Urteil wurde am 12. November 1866 gefällt. Dabei wurde der Aga Khan in seinen Rechten und Titeln bestätigt.

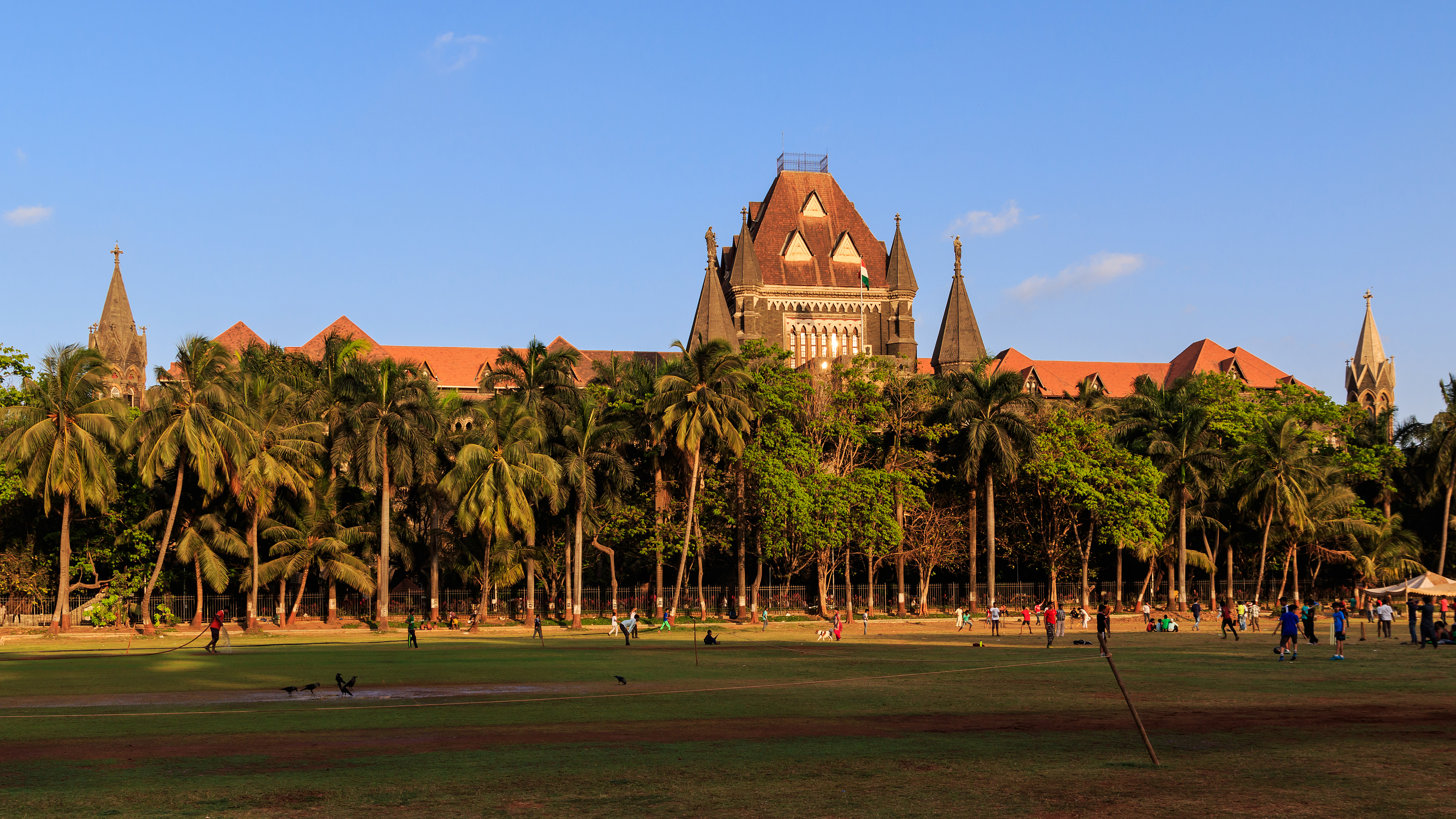
Bombay High Court, Vorderseite

Der Fall kam auf, als sich eine Gruppe von als Chodschas (Khojas) bekannten Nizariten indischer Herkunft weigerte, Abgaben an den Aga Khan, einen persischen Adligen und erblichen geistigen Führer der Ismailiten, zu zahlen. Die sowohl hinduistischen als auch muslimischen Gepflogenheiten folgenden Khojas identifizierten sich vor der Gerichtsentscheidung im Jahr 1866 (bei der der Richter sie zu dem Aga Khan verpflichteten Konvertiten zum Ismaili-Islam erklärte) nicht mit einer einzelnen Religion.
Vom Bombay High Court wurden die Chodschas zu Schiiten erklärt, mit dem Aga Khan als höchste Autorität, was die Gemeinschaft in schiitische und sunnitische Konfessionen spaltete.
Die Religionswissenschaftlerin Teena Purohit zeigt in ihrer Analyse der Ginans – der religiösen Texte der Chodschas, welche die Grundlage der Entscheidung des Richters bildeten – auf, dass die religiösen Praktiken, die sie beschreiben, keine Ableitungen eines Middle Eastern Islam sind, sondern Manifestationen eines einheimischen.
In den folgenden Jahrzehnten nach dem Urteil traten innerhalb der schiitischen Gruppe der Chodschas in Südasien und Ostafrika weitere Spaltungen auf, worin es um deren Identität als Zwölfer-Schiiten (oder Ithna Ashariya) bzw. dem Aga Khan folgenden 'Siebener-Schiiten' (Imamiten) ging. Solche meist um Erbschafts- und Vermögensfragen geführten Auseinandersetzungen hatten ihren Höhepunkt in dem Urteil vom Jahr 1909, als in Folge des Haji Bibi Case die Khojas zu ‚schiitisch-imamitischen Ismailiten’ erklärt wurden.